# Thwaitesia nigronodosa
Thwaitesia nigronodosa är en spindelart som först beskrevs av William Joseph Rainbow 1912.  Thwaitesia nigronodosa ingår i släktet Thwaitesia och familjen klotspindlar.
Artens utbredningsområde är Queensland. Inga underarter finns listade i Catalogue of Life.